# Ignacy Feliks Morawski
Ignacy Feliks Morawski herbu Dąbrowa (ur. w 1744 roku – zm. 7 marca 1790 w Nieświeżu) – generał major armii Wielkiego Księstwa Litewskiego w 1768 roku, generał major komenderujący w 2. Dywizji Litewskiej w 1777 roku, generał lejtnant 2. Dywizji Litewskiej w 1783 roku, rotmistrz 1. Brygady Kawalerii Narodowej Wielkiego Księstwa Litewskiego, marszałek Trybunału Głównego Wielkiego Księstwa Litewskiego w 1783-1784, pisarz wielki litewski w latach 1783-1787, poseł z województwa podlaskiego na sejm w 1767 i 1780. Uczestnik konfederacji radomskiej. 

## Życiorys
Był synem Michała, skarbnika nurskiego, i Katarzyny z Mirowickich, którzy byli klientami Radziwiłłów z Nieświeża. Ignacy został oficerem milicji nadwornej Radziwiłłów. W 1764 roku walczył jako kornet (podchorąży) huzarów w oddziałach księcia Karola Radziwiłła "Panie Kochanku" przeciwko rosyjskiej interwencji w polską elekcję, biorąc udział w bitwie pod Słonimem. Tuż po tej bitwie tej został mężem siostry księcia, Teofilii Konstancji Radziwiłłówny, również uczestniczki bitwy, co stanowiło głośny mezalians, lecz zapewniło mu drogę do wyższych urzędów. 
Pochowany w Nieświeżu. Był ojcem generała Karola Morawskiego. 
W 1784 roku odznaczony Orderem Orła Białego, w 1777 roku został kawalerem Orderu Świętego Stanisława. Odznaczony bawarskim Orderem Lwa.